# Gediminas Paulauskas
Gediminas Paulauskas (* 27. Oktober 1982 in Kupiškis) ist ein ehemaliger litauischer Fußballspieler.

## Karriere

### Verein
Paulauskas begann seine Profikarriere im Jahr 1999 bei Ekranas Panevėžys. 2005 gewann er mit Ekranas Panevėžys die litauische Meisterschaft. Er blieb bis Ende 2007 im Verein und wechselte dann in die Türkei zu MKE Ankaragücü. Nach nur einem Ligaspiel erfolgte nach einem Monat der Wechsel in die Schweiz, zum AC Bellinzona. Nach sechs Ligaspielen kehrte er im Sommer 2008 zurück in seine Heimat und unterschrieb bei Vėtra Vilnius, für die er bis Ende 2009 spielte. Danach versuchte er sein Glück wieder im Ausland. Paulauskas wechselte zu Illitschiwez Mariupol in die Ukraine, wo er jedoch nur sieben Spiele für die erste Mannschaft bestritt, bevor er in die zweite Mannschaft versetzt wurde. Daher wechselte er in der Sommerpause auch zum polnischen Zweitligisten Piast Gliwice.

### Nationalmannschaft
Gediminas Paulauskas gab im Jahr 2005 sein Debüt für die litauische Fußballnationalmannschaft. Er absolvierte bis Ende 2010 insgesamt 27 Länderspiele für Litauen.